# Peter Carlsson (skeppsredare)
Sidney Peter Gunnar Carlsson, född 30 juni 1937 i Sydney i Australien, är en svensk skeppsredare.
Peter Carlsson är son till skeppsredaren Per Carlsson och Anna-Lisa, ogift Frick, samt äldre bror till Fabian Carlsson. Han är också sonson Gunnar Carlsson och kusin till Torkel Carlsson. Han blev reservofficer inom artilleriet 1960. Efter juris kandidat-examen vid Lunds universitet 1961 verkade han hos advokatfirman Haight Gardner Poor & Havens i New York 1961–1962 innan han 1963–1965 gjorde sin tingstjänstgöring. Peter Carlsson knöts till Rederi AB Transatlantic 1965, var vice VD där 1979–1983 och VD 1984–1987. År 1989 blev han VD för Rederi AB Kratos och Rederi AB Transmark.
Han har också haft olika styrelseuppdrag. Han var styrelseordförande i Transatlantic Bulk Shipping AB, styrelseledamot i Fastighets AB Regnbågen, Argonaut AB, AB Wilhelm Becker, Bulten AB, Kanthal Höganäs AB, Ducto Contracting AB och Sveriges Redareförening.
Peter Carlsson är sedan 1961 gift med Wiveca Lindström (född 1939), dotter till försäljningschefen Egon Lindström och Rut, ogift Nilsson.